# Ли Джун Иль
Ли Джун Иль (кор. 리준일?, 李準一?; 24 августа 1987, Кэсон, КНДР) — северокорейский футболист, защитник клуба «Собэксу». Выступал в сборной КНДР.

## Карьера

### Клубная
С 2007 года выступает в Северокорейской лиге за кэсонский клуб «Собэксу».

### В сборной
Выступал за сборную КНДР до 23 лет, в её составе участвовал в отборочном турнире к Олимпийским играм 2008 года.
В составе главной национальной сборной КНДР в официальных играх дебютировал 21 октября 2007 года в проходившем в Улан-Баторе матче отборочного турнира к чемпионату мира 2010 года против сборной Монголии, всего провёл в том розыгрыше 16 встреч. В 2010 году Ли был включён в заявку команды на финальный турнир чемпионата мира в ЮАР, где сыграл во всех 3-х матчах сборной.